# Палоташ, Петер
Пе́тер Па́лоташ (венг. Palotás Péter), при рождении Пе́тер По́телецкий (венг. Poteleczky Péter; 27 июня 1929, Будапешт — 17 мая 1967, Будапешт) — венгерский футболист. Нападающий сборной Венгрии.

## Карьера

### Клубная
С 1950 по 1959 год выступал за клуб МТК, носивший в эти годы также названия «Текстиль», «Баштя» и «Вёрёш Лобого».
Палоташ досрочно завершил карьеру из-за болезни сердца. Восемь лет спустя Петер умер, перенеся сердечный приступ.

### В сборной
В составе главной национальной сборной Венгрии играл с 1950 по 1956 год, провёл за это время 24 матча и забил 18 мячей в ворота соперников. Вместе с командой выиграл ОИ-1952 и дошёл до финала ЧМ-1954.

## Достижения
- Олимпийский чемпион: 1952
- Вице-чемпион мира: 1954
- Обладатель Кубка центральной Европы: 1953
- Чемпион Венгрии: 1951, 1953, 1958
- Обладатель Кубка Венгрии: 1952
- Обладатель Кубка Митропы: 1955

## Статистика выступлений
| Клуб             | Сезон            | Лига | Лига | Кубок Венгрии | Кубок Венгрии | Еврокубки | Еврокубки | Итого | Итого |
| Клуб             | Сезон            | Игры | Голы | Игры          | Голы          | Игры      | Голы      | Игры  | Голы  |
| ---------------- | ---------------- | ---- | ---- | ------------- | ------------- | --------- | --------- | ----- | ----- |
| МТК              | 1948/49          | 22   | 5    | -             | -             | -         | -         | 22    | 5     |
| МТК              | 1949/50          | 27   | 6    | -             | -             | -         | -         | 27    | 6     |
| МТК              | 1950             | 15   | 17   | -             | -             | -         | -         | 15    | 17    |
| МТК              | 1951             | 25   | 25   | 1+            | 1+            | -         | -         | 26+   | 26+   |
| МТК              | 1952             | 26   | 26   | ?             | ?             | -         | -         | 26+   | 26+   |
| МТК              | 1953             | 25   | 18   | -             | -             | -         | -         | 25    | 18    |
| МТК              | 1954             | 23   | 19   | ?             | ?             | -         | -         | 23+   | 19+   |
| МТК              | 1955             | 21   | 16   | ?             | ?             | 6         | 7         | 27+   | 23+   |
| МТК              | 1956             | 18   | 11   | ?             | ?             | 4         | 4         | 22+   | 15+   |
| МТК              | 1957             | 10   | 4    | -             | -             | 0         | 0         | 10    | 4     |
| МТК              | 1957/58          | 15   | 7    | -             | -             | 4         | 0         | 19    | 7     |
| МТК              | 1958/59          | 5    | 2    | -             | -             | 4         | 4         | 9     | 6     |
| Всего за карьеру | Всего за карьеру | 232  | 156  | 1+            | 1+            | 18        | 15        | 251+  | 172+  |